# Dio è nato in esilio
Dio è nato in esilio. Diario di Ovidio a Tomi (Dieu est né en exil. Journal d'Ovide à Tomes) è un romanzo scritto in francese dall'autore romeno Vintilă Horia, pubblicato nel 1960. All'opera fu attribuito il Premio Goncourt, che non fu poi consegnato a causa del passato dell'autore, che aveva appoggiato il regime fascista del suo paese prima e durante la Seconda Guerra Mondiale. Il libro ricevette inoltre delle critiche da parte di Jean-Paul Sartre.

## Trama
Il romanzo è una riscrittura delle opere che il poeta romano Ovidio compose durante il suo esilio a Tomi (nell'attuale Romania), le Tristia e le Pontiche, opere costituite da lettere dell'autore ai suoi amici, molto simili per la loro forma a un diario.
Il narratore è Ovidio stesso. Il suo "diario segreto" è diviso in otto capitoli, ognuno corrispondente a un anno d'esilio.
Il primo sentimento del poeta giunto a Tomi è la disperazione, per essere stato relegato in un luogo remoto presso gente che per la maggior parte non sa parlare latino e non conosce la sua opera. Lentamente però si adatta alla nuova situazione, pur senza rinunciare alla speranza di ritornare un giorno a Roma grazie a un gesto di clemenza di Augusto. A Tomi gli sono assegnati la giovane nativa Dokia come governante e il soldato romano Onorio come sorvegliante; con questi sviluppa un rapporto simile all'amicizia, come con le prostitute Artemide e Gaia e con l'oste greco Erimone. Costui, insoddisfatto del proprio matrimonio e invaghito di una giovane di nome Lydia, ricorre alle abilità poetiche di Ovidio per conquistare la sua nuova fiamma.
In compagnia del daco Comozu, Ovidio compie un pellegrinaggio sui monti Carpazi al santuario di Zalmoxis, l'unico dio venerato dalla popolazione locale del quale aveva sentito parlare in primis da Dokia. Lì incontra un anziano sacerdote che lo colpisce con la sua fede e con la sua personalità.
Un altro personaggio che ha una profonda influenza spirituale sul poeta è il medico greco Teodoro: questi, che aveva studiato in Egitto, era entrato in contatto col culto della triade costituita da Osiride, Iside e Horus e ne era stato inizialmente affascinato, ma poi, trasferitosi in Palestina, si era rivolto verso la fede professata dagli Ebrei. A Betlemme si era trovato ad assistere ai Magi che adoravano un bambino e aveva deciso che sarebbe stato presente alle gesta del Messia quando questi fosse cresciuto.
Nel frattempo Augusto muore e gli succede Tiberio. Tomi diventa sede di una guarnigione romana, il cui comandante Valerio mostra una forte dissidenza verso il poeta esule, tanto più che Onorio, come altri militi romani, ha disertato dopo avere sposato Dokia, che gli ha dato una figlia. Erimone, che ha ucciso la moglie malata perché desidera sposare Lydia, si uccide per il rimorso. Ovidio, ormai rassegnato a non tornare più in patria, progetta di fuggire da Tomi per stabilirsi presso Onorio e la sua famiglia, ma cade gravemente ammalato e il suo diario s'interrompe.

## Riconoscimenti
Il Prix Goncourt 1960 fu assegnato a Dio è nato in esilio, ma, in seguito alla rivelazione fatta da L'Humanité e da Les Lettres françaises del passato di militante fascista dell'autore, l'Accademia Goncourt decise di non consegnarglielo.

## Temi del romanzo
Il tema della nostalgia, centrale nelle Tristezze e nelle Lettere dal Ponto, lo è ugualmente nella riscrittura moderna. L'evoluzione di Ovidio, che in un primo tempo da "buon romano" disprezza i barbari ma che poi impara la lingua dei Geti, di cui riconosce meglio l'umanità, diviene oggetto di un considerevole ampliamento. L'Ovidio di Vintilă Horia diventa antiromano e antiimperialista; abbraccia la cultura del paese che l'ha accolto, trovandovi l'occasione di esaltare la propria patria.
Il tema dell'errore, o della colpa, già presente nel testo antico di riferimento, poiché Ovidio è stato bandito dall'imperatore Augusto per punizione di un atto di cui non si conosce esattamente la natura (forse di tipo politico), occupa un posto abbastanza importante in Dio è nato in esilio, soprattutto nella seconda parte dell'opera, forse come eco del passato burrascoso di Vintilă Horia, che gli costò una condanna penale al carcere in Romania.

## Edizioni
- (FR) Vintila Horia, Dieu est né en exil, Paris, Éditions Fayard, 1960.
- Vintila Horia, Dio è nato in esilio. Diario di Ovidio a Tomi, traduzione di Orsola Nemi, Milano, Edizioni del Borghese, 1961.
- Vintila Horia, Dio è nato in esilio. Diario di Ovidio a Tomi, collana La torre d'avorio, traduzione di Orsola Nemi, Torino, Fògola, 1979.
- Vintila Horia, Dio è nato in esilio. Diario di Ovidio a Tomi, collana Ieri e oggi, traduzione di Orsola Nemi, Milano, Il falco, 1987.
- Vintila Horia, Dio è nato in esilio. Diario di Ovidio a Tomi, collana Biblioteca Betelgeuse, traduzione di Orsola Nemi, n. 7, Milano, Betelgeuse, 2017, ISBN 978-88-6349-011-4.
- Vintila Horia, Dio è nato in esilio, traduzione di Marino Monaco, Roma, Castelvecchi, 2017, ISBN 978-88-6944-018-2.
- Vintila Horia, Dio è nato in esilio. Diario di Ovidio a Tomi, presentazione di Daniel Rops, Milano, La Vita Felice, 2017, ISBN 978-88-93461-01-6.